# Daniel Schmidt
Daniel Schmidt (シュミット・ダニエル, 3 de febrer de 1992) és un futbolista japonès. Va debutar amb la selecció del Japó el 2018. Va disputar 5 partits amb la selecció del Japó.

## Estadístiques
| Selecció del Japó | Selecció del Japó | Selecció del Japó |
| Anys              | Partits           | Gols              |
| ----------------- | ----------------- | ----------------- |
| 2018              | 1                 | 0                 |
| 2019              | 4                 | 0                 |
| Total             | 5                 | 0                 |